# Extraliga (Slowakei, Schach) 2014/15
Die Extraliga 2014/15 war die 23. Spielzeit der slowakischen Extraliga im Schach.

## Teilnehmende Mannschaften und Modus
Am Start waren mit ŠK Dunajská Streda, TJ INBEST Dunajov, der ersten Mannschaft des ŠK Slovan Bratislava, Liptovská šachová škola, ŠO TJ Slávia UPJŠ Košice, TJ Slávia CAISSA Čadca, ŠK Doprastav Bratislava, ŠO ŠKM Angelus Stará Ľubovňa, ŠKŠ Dubnica und der zweiten Mannschaft des ŠK Slovan Bratislava die ersten Zehn der Extraliga 2013/14, außerdem waren der ŠK Prakovce und der ŠK Strelec Devínska Nová Ves aus der 1. liga aufgestiegen.
Die zwölf Mannschaften spielten ein einfaches Rundenturnier an acht Brettern, über die Platzierung entschied zunächst die Anzahl der Mannschaftspunkte (drei Punkte für einen Sieg, ein Punkt für ein Unentschieden, kein Punkt für eine Niederlage), anschließend die Anzahl der Brettpunkte (ein Punkt für eine Gewinnpartie, ein halber Punkt für eine Remispartie, kein Punkt für eine Verlustpartie). Die beiden Letzten stiegen ab und wurden durch die Sieger beider Staffeln der 1. liga ersetzt.
Zu den gemeldeten Mannschaftskadern der teilnehmenden Vereine siehe Mannschaftskader der Extraliga (Slowakei, Schach) 2014/15.

## Termine
Die Wettkämpfe fanden statt am 25. und 26. Oktober, 22. und 23. November 2014, 17. und 18. Januar, 21. und 22. Februar sowie 20., 21. und 22. März 2015.

## Saisonverlauf
Der ŠO ŠKM Angelus Stará Ľubovňa und der ŠK Dunajská Streda lieferten sich einen Zweikampf um den Titel. Beide Mannschaften waren sowohl nach Mannschaftspunkten als auch nach Brettpunkten gleichauf, und da der direkte Vergleich unentschieden endete, wurde ein Stichkampf über den Titel ausgetragen, den Stará Ľubovňa für sich entschied. Die zweite Mannschaft des ŠK Slovan Bratislava und der ŠK Doprastav Bratislava standen vorzeitig als Absteiger fest.

## Abschlusstabelle
| Pl. | Verein                              | Sp | G  | U | V | MP | Brett-P.  |
| --- | ----------------------------------- | -- | -- | - | - | -- | --------- |
| 01. | ŠO ŠKM Angelus Stará Ľubovňa        | 11 | 10 | 1 | 0 | 31 | 62,0:26,0 |
| 02. | ŠK Dunajská Streda (M)              | 11 | 10 | 1 | 0 | 31 | 62,0:26,0 |
| 03. | ŠK Slovan Bratislava I. Mannschaft  | 11 | 9  | 0 | 2 | 27 | 55,0:33,0 |
| 04. | ŠK Prakovce (N)                     | 11 | 5  | 2 | 4 | 17 | 45,0:43,0 |
| 05. | ŠO TJ Slávia UPJŠ Košice            | 11 | 5  | 0 | 6 | 15 | 45,0:43,0 |
| 06. | ŠKŠ Dubnica                         | 11 | 4  | 2 | 5 | 14 | 36,0:52,0 |
| 07. | TJ INBEST Dunajov                   | 11 | 4  | 1 | 6 | 13 | 46,5:41,5 |
| 08. | ŠK Strelec Devínska Nová Ves (N)    | 11 | 3  | 3 | 5 | 12 | 39,0:49,0 |
| 09. | Liptovská šachová škola             | 11 | 3  | 2 | 6 | 11 | 42,0:46,0 |
| 10. | TJ Slávia CAISSA Čadca              | 11 | 3  | 1 | 7 | 10 | 34,5:53,5 |
| 11. | ŠK Slovan Bratislava II. Mannschaft | 11 | 1  | 2 | 8 | 5  | 32,0:56,0 |
| 12. | ŠK Doprastav Bratislava             | 11 | 1  | 1 | 9 | 4  | 29,0:59,0 |

## Entscheidungen
|     | Slowakischer Meister: ŠO ŠKM Angelus Stará Ľubovňa                                     |
|     | Absteiger in die 1. liga: ŠK Slovan Bratislava II. Mannschaft, ŠK Doprastav Bratislava |
| (M) | Meister der letzten Saison                                                             |
| (N) | Aufsteiger der letzten Saison                                                          |

## Kreuztabelle
| Ergebnisse | Ergebnisse                          | 01. | 02. | 03. | 04. | 05. | 06. | 07. | 08. | 09. | 10. | 11. | 12. |
| ---------- | ----------------------------------- | --- | --- | --- | --- | --- | --- | --- | --- | --- | --- | --- | --- |
| 01.        | ŠO ŠKM Angelus Stará Ľubovňa        |     | 4   | 4½  | 5   | 5½  | 5½  | 4½  | 8   | 5   | 7½  | 6   | 6½  |
| 02.        | ŠK Dunajská Streda                  | 4   |     | 4½  | 6   | 5½  | 8   | 5   | 5   | 6   | 5½  | 6   | 6½  |
| 03.        | ŠK Slovan Bratislava I. Mannschaft  | 3½  | 3½  |     | 5   | 4½  | 8   | 4½  | 5   | 4½  | 6   | 6   | 4½  |
| 04.        | ŠK Prakovce                         | 3   | 2   | 3   |     | 5½  | 5   | 4   | 3½  | 5   | 5   | 4   | 5   |
| 05.        | ŠO TJ Slávia UPJŠ Košice            | 2½  | 2½  | 3½  | 2½  |     | 2½  | 3   | 5   | 4½  | 7½  | 6   | 5½  |
| 06.        | ŠKŠ Dubnica                         | 2½  | 0   | 0   | 3   | 5½  |     | 4½  | 4½  | 4   | 3½  | 4½  | 4   |
| 07.        | TJ INBEST Dunajov                   | 3½  | 3   | 3½  | 4   | 5   | 3½  |     | 3   | 3½  | 5   | 5½  | 7   |
| 08.        | ŠK Strelec Devínska Nová Ves        | 0   | 3   | 3   | 4½  | 3   | 3½  | 5   |     | 4   | 4   | 4   | 5   |
| 09.        | Liptovská šachová škola             | 3   | 2   | 3½  | 3   | 3½  | 4   | 4½  | 4   |     | 5   | 6   | 3½  |
| 10.        | TJ Slávia CAISSA Čadca              | ½   | 2½  | 2   | 3   | ½   | 4½  | 3   | 4   | 3   |     | 5   | 6½  |
| 11.        | ŠK Slovan Bratislava II. Mannschaft | 2   | 2   | 2   | 4   | 2   | 3½  | 2½  | 4   | 2   | 3   |     | 5   |
| 12.        | ŠK Doprastav Bratislava             | 1½  | 1½  | 3½  | 3   | 2½  | 4   | 1   | 3   | 4½  | 1½  | 3   |     |

## Stichkampf über den Titel
Da der ŠK Dunajská Streda und der ŠO ŠKM Angelus Stará Ľubovňa absolut gleichauf lagen, trugen die beiden Mannschaften einen Stichkampf über den Titel aus. Dieser wurde am 22. März 2015 im Anschluss an die letzte Runde als Schnellschachwettkampf ausgetragen. Stará Ľubovňa gewann mit 5:3 und wurde damit slowakischer Mannschaftsmeister.
| ŠK Dunajská Streda   | ŠO ŠKM Angelus Stará Ľubovňa | Ergebnis |
| -------------------- | ---------------------------- | -------- |
| Levente Vajda        | Sergej Movsesjan             | 0,5:0,5  |
| Támas Petényi        | Zbyněk Hráček                | 0:1      |
| Albert Bokros        | Peter Michalík               | 0,5:0,5  |
| Attila Czebe         | Tomáš Petrík                 | 0:1      |
| Michal Mészáros      | Christopher Repka            | 1:0      |
| Attila István Csonka | Marián Jurčík                | 0,5:0,5  |
| Milan Ráchela        | Martin Nayhebaver            | 0,5:0,5  |
| Dominik Csiba        | Martin Jurčík                | 0:1      |

## Die Meistermannschaft
| 1.            | ŠO ŠKM Angelus Stará Ľubovňa |
| Schachfiguren | Sergej Movsesjan, Sachar Jefymenko, Zbyněk Hráček, Peter Michalík, Tomáš Petrík, Christopher Repka, Marián Jurčík, Martin Nayhebaver, Martin Jurčík, Eva Repková, Milan Bednár, Eric Peterson, Patrik Nemergut. |